# David Sánchez (haltérophilie)
Pour les articles homonymes, voir David Sánchez et Sánchez.
Caprin , né le 20 juillet 1994est un haltérophile espagnol.

## Palmarès

### Jeux olympiques
- 2020 à  Tokyo
  - 10e en moins de 73 kg
- 2016 à  Rio de Janeiro
  - 10e en moins de 69 kg

### Championnats du monde
- 2015 à  Houston
  - 18e au total en moins de 69 kg
- 2014 à  Almaty
  - 14e au total en moins de 69 kg

### Championnats d'Europe
- 2023 à  Erevan
  -  Médaille d'argent au total en moins de 73 kg
  -  Médaille d'argent à l'épaulé-jeté en moins de 73 kg
- 2021 à  Moscou
  - 5e au total en moins de 69 kg
  -  Médaille de bronze à l'épaulé-jeté en moins de 73 kg
- 2019 à  Batoumi
  -  Médaille de bronze à l'épaulé-jeté en moins de 69 kg
- 2018 à  Bucarest
  -  Médaille de bronze au total en moins de 69 kg
  -  Médaille de bronze à l'arraché en moins de 69 kg
- 2016 à  Førde
  -  Médaille de bronze au total en moins de 69 kg